# Holger Gilbert-Jespersen
Holger Gilbert-Jespersen (født 22. september 1890 i Ordrup, død 30. juli 1975 i Vig Lyng, Holbæk Amt) var en dansk fløjtenist og orkestermusiker, der var medlem af Det Kongelige Kapel 1927-56.

## Uddannelse
Han var søn af læge Gilbert Lauri Jespersen (1851-1929, gift 2. gang 1902 med Franciska Augusta Albina Nielsen, 1870-1940) og maler Anne Marie Schack Bruun (1849-1925). Gilbert-Jespersen blev uddannet 1908-11 på Det Kgl. Danske Musikkonservatorium, hvor han på sit hovedinstrument havde den eminente solofløjtenist og kgl. kapelmusikus Frederik Storm til lærer. Efter et par års ansættelse i Casinos orkester studerede han hos Albert Fransella i London og 1913-14 hos solofløjtenisten i den store opera i Paris, Adolphe Hennebains og blev vikarierende fløjtenist i operaorkestret. Da 1. verdenskrig brød ud 1914, blev han hjemkaldt til Danmark for at indgå i Sikringsstyrken.

## Virke
Gilbert-Jespersen debuterede i 1917, blev en del af Tivolis Koncertsals orkester og Palæorkestret. Han tog dog snart på nye rejser til Paris med studier hos fløjtenisten, kapelmester ved den store opera Philippe Gaubert. Fra 1927 var han medlem af Det Kongelige Kapel og solist i Blæserkvintetten fra 1929 og Den danske Kvartet fra 1935.
Carl Nielsens fløjtekoncert er skrevet til og blev uropført af ham i Paris 1926. Hans spil var karakteriseret ved lys og lethed, inspireret af den franske spillestil. Som medlem af Blæserkvintetten uropførte han Carl Nielsens Blæserkvintet opus 43 (1922). Som solofløjtenist i kapellet blev han i 1956 efterfulgt af kgl. kapelmusikus Erik Thomsen (1908-1986) og kgl. kapelmusikus Eyvind Rafn (født 1931).
Som professor ved Det Kgl. Danske Musikkonservatorium fra 1927 til 1962 uddannede han en hærskare danske fløjtenister, hvoraf nævnes Erik Thomsen, Ewald Andersen, Preben Rasmussen, Kjeld Mardahl, Johan Bentzon, Poul Birkelund og Franz Lemsser.
Han blev Ridder af Dannebrog 1960 og blev tildelt Carl Nielsen-prisen 1954, den danske grammofonplade-pris 1955, Kulturfondens ærespris 1958, Schyttes hæderspris 1960, Vera og direktør Carl Johan Michaelsens ærespris samme år.

## Ægteskaber
1. Gift 1. gang 15. maj 1922 med modist, tekstildesigner Birte Elise Borgen Petersen (9. maj 1902 i København - 14. september 1987), datter af arkitekt, senere professor Carl Petersen (1874-1923) og Ingeborg Sofie Borgen (1868-1940). Ægteskabet opløst 1927.
2. Gift 2. gang 8. november 1930 i København (borgerlig vielse) med Ellinor Agnete Engman (30. april 1909 på Frederiksberg - død formodentlig 3. januar 1994 (fundet dræbt)),[2] datter af maler, lærer Ludvig Franz Ferdinand Engman (1868-1935) og Martha Eleonore Bloch (1878-1938, genantaget pigenavn). Ægteskabet opløst 1941.
3. Gift 3. gang 7. maj 1948 i København (borgerlig vielse) med sygeplejerske Katrine Marie "Misse" Richter (18. september 1908 i Segeberg, Tyskland - 9. august 1958 i København).

Han er begravet på Vig Kirkegård.

## Diskografi
- 1954 Carl Nielsen: Fløjtekoncert med Radiosymfoniorkestret og Thomas Jensen (Dutton Laboratories – CDLXT2505)
- 1936 Carl Nielsen: Blæserkvintet med Kgl. Kapels Blæserkvintet (Clarinet Classics – CC 0002)